# Coruxo Fútbol Club
Coruxo Fútbol Club é um clube de futebol espanhol, sediado na cidade de Vigo, na Galiza. Disputa atualmente a Segunda División do Campeonato Espanhol de Futebol, no Grupo 1.

## História
Foi fundado em 1930, como resultado da fusão entre os clubes Corujo Sociedad Deportiva (1926) e Mirambell F.C.. Em sua história, disputou 23 edições da Tercera División (quarto nível do futebol espanhol), depois de ter jogado apenas competições regionais por algum tempo.
Na temporada 2007–08, a equipe chamou a atenção ao contratar o volante brasileiro Everton Giovanella, que teve destacada passagem pelo Celta de Vigo entre 1999 e 2005 (quando foi suspenso por doping), e disputou 34 partidas. Valeriy Karpin foi outro veterano jogador que vestiu a camisa do Coruxo; embora tivesse jogado a pré-temporada, o ex-meia da Seleção Russa nas Copas de 1994 e 2002 não assinou com o clube e voltou a se aposentar dos gramados (ele já não entrava em campo desde sua retirada profissional em 2005, quando atuava pela Real Sociedad).
Manda seus jogos no Campo do Vao, em Vigo, com capacidade para 1.200 torcedores, e para as categorias de base utiliza o Campo de Fútbol Municipal de Fragoselo, na mesma cidade. Suas cores são verde e branco.

## Nomes anteriores
- Corujo Foot-ball Club (1930–1946)
- Corujo Sociedad Deportiva (1946–1954)
- Corujo Club de Fútbol (1954–1990)
- Corujo Fútbol Club (1990–1996)
- Coruxo Fútbol Club (1996–)[1]

## Jogadores notáveis
- Valeriy Karpin (disputou apenas a pré-temporada)
- Javier Falagán (1986–87)
- Óscar Pereiro (ciclista, atuou em duas partidas pelo Coruxo em 2010)
- Everton Giovanella (2007–08)
- Addison Alves (2012)